# Séquences et Conséquences
Pour plus de détails, voir Fiche technique et Distribution.
Séquences et Conséquences (State and Main) est un film américano-français écrit et réalisé par David Mamet, sorti en 2000.
Le film débute alors qu'une équipe de tournage investit un petit village du Vermont en Nouvelle-Angleterre. Les villageois découvrent l'envers d'Hollywood. Mais deux jours avant le début du tournage, tout ne se passe comme prévu.

## Synopsis
Dans la petite ville tranquille de Waterford, dans le Vermont, une équipe de tournage débarque et s'y installe afin d'y tourner le film Le Vieux moulin, après s'être fait bannir du New Hampshire, lieu initialement pressenti pour le tournage, à cause du penchant de Bob Barrenger, l'acteur vedette du long-métrage, pour les jeunes adolescentes. Les habitants du village, y compris le maire et sa femme, se laissent attirer par le clinquant du show-business.
Mais dès le départ, tout ne va pas se passer comme prévu durant les deux jours qui vont précéder les premiers tours de manivelle : le moulin qui devait servir de décors a brûlé il y a plusieurs décennies, obligeant Walt, le réalisateur, à demander au scénariste Joseph Turner White, de modifier le script. Mais ce dernier bloque sur les idées.
Mais d'autres imprévus vont suivre, comme Claire, l'actrice principale du film, qui refuse de faire des scènes de nu à moins d'être payé 800,000 $, le chef opérateur tentant de trouver un moyen de tourner un plan concernant la caserne des pompiers et Barrenger qui entame une liaison avec la jeune Carla, serveuse dans le restaurant de son père, mais également mineure.
Mais tout se complique quand White assiste à un accident de voiture impliquant Carla et Barrenger et conduit le scénariste, seul témoin de la scène, à un autre dilemme entre sa carrière d'auteur et son amour naissant pour Ann, la séduisante libraire de Waterford, qui vient de rompre avec Doug, conseiller municipal, et également férue de théâtre, qui l'aide à modifier son scénario…

## Fiche technique
- Titre : Séquences et Conséquences
- Titre québécois : Attention, on tourne!
- Titre original : State and Main
- Réalisation : David Mamet
- Scénario : David Mamet
- Productrice : Sarah Green
- Coproducteurs : Rachael Horovitz, Mark Ordesky, Alan Mruvka[n 1] et Joey Nittolo[n 1]
- Producteurs exécutifs : Alec Baldwin et Dorothy Aufiero
- Coproducteurs exécutifs : Martin J. Barab, Willie Baer et Peter Jay Klauser
- Musique : Theodore Shapiro
- Distribution des rôles : Avy Kaufman
- Directeur de la photographie : Oliver Stapleton
- Directeur artistique : Carl Sprague
- Montage : Barbara Tulliver
- Décors : Gemma Jackson
- Décoration du plateau : Kyra Friedman
- Costumes : Susan Lyall
- Pays de production :  France,  États-Unis
- Langue : anglais
- Format : couleurs - 1,85:1 - Dolby Digital - 35 mm
- Genre : comédie
- Durée : 105 minutes
- Dates de sortie en festival :  
  - Canada : 26 août 2000 (festival de Montréal)
- Dates de sorties en salles : 
  - États-Unis : 22 décembre 2000 (sortie limitée)
  - États-Unis : 12 janvier 2001
  - Belgique : 28 février 2001
  - France :  11 avril 2001

## Distribution
Sauf indication contraire, les informations mentionnées dans cette section peuvent être confirmées par la base de données cinématographiques IMDb,  présente dans la section « Liens externes ».
- William H. Macy (VF : William Coryn) : Walt Price
- Sarah Jessica Parker (VF : Natacha Muller) : Claire Wellesley
- Alec Baldwin (VF : Bernard Lanneau) : Bob Barrenger
- Julia Stiles (VF : Karine Foviau) : Carla
- Philip Seymour Hoffman (VF : Jean-François Vlérick) : Joseph Turner White
- Rebecca Pidgeon (VF : Vanina Pradier) : Ann
- David Paymer (VF : Pierre Laurent) : Marty Rossen
- Clark Gregg (VF : Thierry Wermuth) : Doug McKenzie
- Patti LuPone (VF : Monique Thierry) : Sherry Bailey, la femme du maire
- Charles Durning (VF : Philippe Dumat[n 2]) : George Bailey, le maire
- Lionel Mark Smith : Bill Smith
- Ricky Jay : Jack
- Michael Higgins (VF : Michel Ruhl) : Doc Wilson
- Laura Silverman : la secrétaire
- Michael Bradshaw : le prêtre
- John Krasinski : Caddy / l'assistant du juge[n 1]
- Vincent Guastaferro : Uberto Pazzi-Sforzo
- Morris Lamore (VF : Olivier Proust) : Bunky
- Allen Soule : Spud
- Matt Malloy : le directeur de l'hôtel
- Matthew Pidgeon (VF : Didier Cherbuy) : le journaliste TV de B.B.G.

 Source et légende : version française (VF) sur RS Doublage , Voxofilm et Doublagissimo

## Box-office
- Mondial : 9 206 279 $ [4]
  - dont  États-Unis : 6 944 471 $ [4]
- France : 28 268 entrées [5]

## Réception
Séquences et conséquences a obtenu dans l'ensemble des critiques favorables dans les pays anglophones et en France. Sur Rotten Tomatoes, le film obtient un pourcentage de 86 % basé sur 99 commentaires positifs et 16 commentaires négatifs et une note moyenne de 7.3⁄10. Le site Metacritic lui attribue une moyenne de 75⁄100 basé sur 26 commentaires positifs et 4 commentaires variés.
En France, le site AlloCiné, ayant recensé les critiques de la presse, lui attribue une note moyenne de 3.4⁄5 

## À noter
- Le tournage s'est déroulé à Beverly, Dedham, Gloucester, Malden, Manchester-by-the-Sea et Waltham, dans le Massachusetts[9] du 21 septembre à octobre 1999[10].
- La chanson The Song of the Old Mill est interprétée par Patti LuPone.

## Récompenses et distinctions
- Prix du meilleur film et meilleur second rôle masculin pour William H. Macy, lors du Festival international du film de Fort Lauderdale en 2000.
- Prix du meilleur casting, par la National Board of Review en 2000.
- Nomination au prix du meilleur scénario, lors des Chicago Film Critics Association Awards en 2001.
- Prix du meilleur scénario et du meilleur casting, lors des Florida Film Critics Circle Awards en 2001.
- Prix du meilleur casting et nomination au prix du meilleur scénario, lors des Online Film Critics Society Awards en 2001.
- Nomination au prix du meilleur film de comédie, meilleur scénario et meilleur second rôle féminin dans une comédie pour Rebecca Pidgeon, lors des Satellite Awards en 2001.